# Abdul Khalili
Abdul Rahman Khalili (Helsingborg, 7 giugno 1992) è un ex calciatore svedese di origini palestinesi, di ruolo centrocampista.

## Biografia
È cugino dell'attaccante Imad Khalili, il quale è anche stato suo compagno di squadra all'Hammarby.

## Palmarès

### Club

#### Competizioni nazionali
- Coppa di Svezia: 2

Helsingborg: 2010
Hammarby: 2020-2021

### Nazionale
- Campionato d'Europa Under-21: 1

Repubblica Ceca 2015